# Heinrich von Herzogenberg

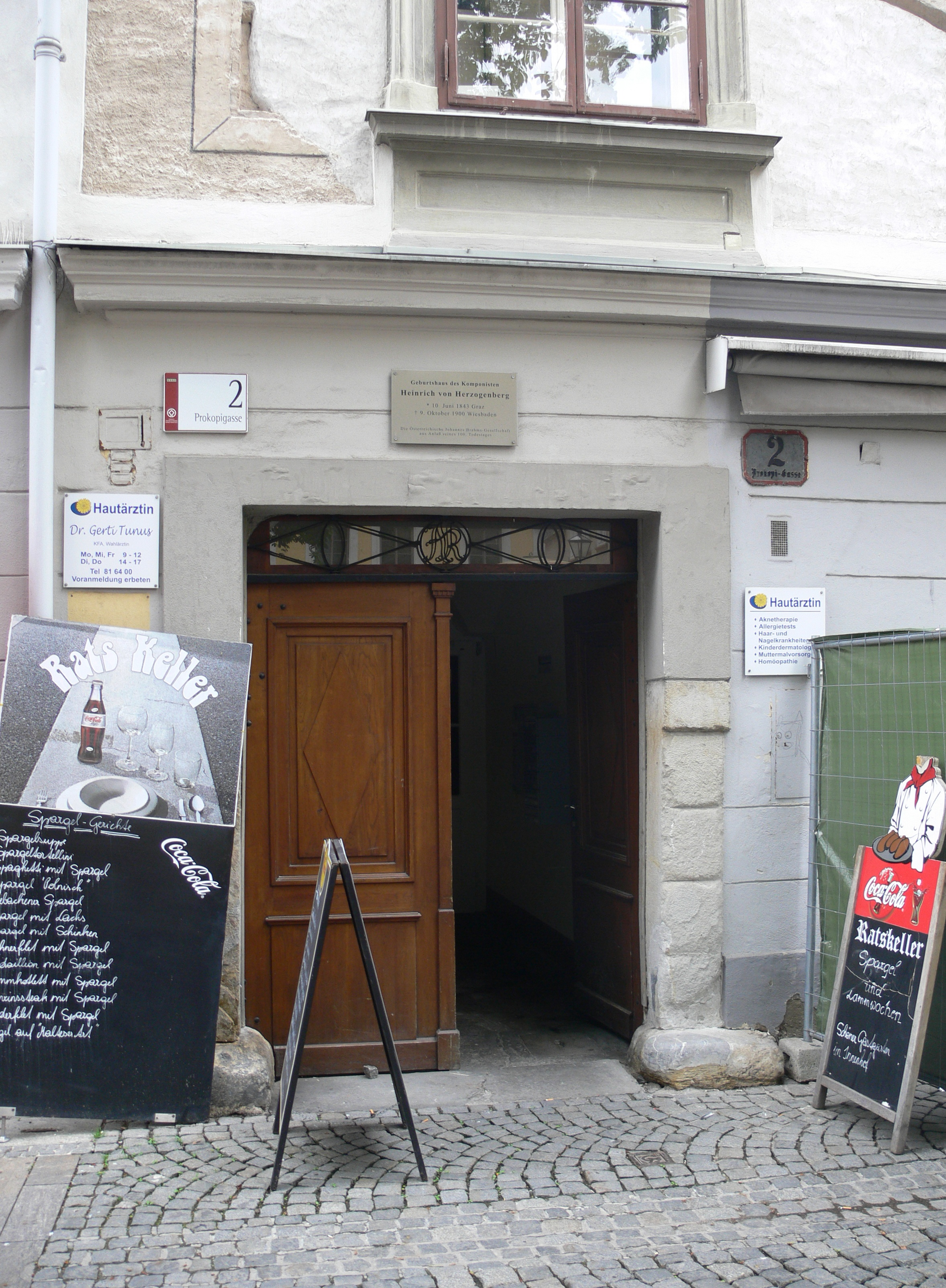
Prokopigasse 2 te Graz, geboortehuis van Herzogenberg

Heinrich Picot de Peccaduc, Freiherr von Herzogenberg (Graz, 10 juni 1843 – Wiesbaden, 9 oktober 1900), bekend als Heinrich von Herzogenberg, was een Oostenrijks componist en dirigent (afstammend van een Franse adellijke familie, die ten tijde van de Franse Revolutie naar Oostenrijk was uitgeweken).

## Leven
Herzogenberg werd opgeleid op een jezuïetenschool in Feldkirch alsook in München, Dresden en Graz alvorens hij rechten, filosofie en politieke wetenschappen ging studeren aan de universiteit van Wenen. Hij wijdde al snel zijn energie aan de muziek, en woonde tot 1864 de compositielessen van Felix Otto Dessoff bij. Hij werd al vroeg aangetrokken door de muziek van Richard Wagner, maar door de bestudering van de werken van Johann Sebastian Bach raakte hij sterk gehecht aan de klassieke traditie en werd hij een fervent bewonderaar van Johannes Brahms. In 1866 huwde hij met Elisabeth von Stockhausen, die een pianoleerlinge van Brahms was geweest; Brahms' brieven van en aan de beide Herzogenbergs vormen de aantrekkelijkste delen van diens correspondentie. De echtelieden woonden in Graz tot 1872, toen ze verhuisden naar Leipzig. In 1874 stichtte hij, met de Bachgeleerde Philipp Spitta, de Leipziger Bach-Verein, die zich bezighield met het herstel van Bachs cantates. Herzogenberg was er de artistieke directeur van gedurende tien jaar. In deze tijd was Ethel Smyth een van zijn compositieleerlingen. Vanaf 1885 was hij docent compositie aan de Hochschule für Musik in Berlijn; het was in die hoedanigheid dat hij de jonge Ralph Vaughan Williams aanried te studeren met Max Bruch. Hij overleed plotseling op de leeftijd van 57 jaar. In zijn laatste jaren was hij gekluisterd aan een rolstoel als gevolg van necrose van de gewrichten.

## Leerlingen
- Hendrik XXIV, prins van Reuss-Köstritz
- Ethel Mary Smyth
- Siegfried Fall
- Johan Wagenaar

## Verhouding met Brahms
Herzogenberg was een geleerde componist met duidelijk specifieke talenten. Hoewel hij wel wordt gekarakteriseerd als epigoon van Brahms, vertonen veel van zijn composities weinig of geen openlijke invloeden van Brahms, zoals blijkt uit zijn twee strijktrio's Op. 27 en uit zijn grote Mis in e-kleine terts waarin de muziek van Wagner hem de weg moet hebben gewezen. Sommige vroege composities die dateren van voor zijn kennismaking met Brahms en zijn muziek, hebben echter wél kenmerken gemeen met de oudere componist uit Wenen.
Er wordt verondersteld dat Brahms gepikeerd was op Herzogenberg omdat deze gehuwd was met Elisabeth, die hij zelf ook heel graag mocht. Tegen het einde van zijn leven schreef Brahms onwillig: "Herzogenberg is in staat om meer te doen dan alle anderen."

## Geestelijke muziek
In zijn latere jaren richtte Herzogenberg zich op het leveren van muziek voor de eredienst in de Lutherse Evangelische Kerk in Straatsburg, onder invloed van Friedrich Spitta, de broer van Philipp Spitta, die er hoogleraar theologie was, hoewel Herzogenberg zelf rooms-katholiek bleef. Zijn voorbeelden in deze stukken waren de oratoria en passies van Bach, met koralen ontworpen om te worden gezongen door de gemeente en met slechts een klein instrumentaal ensemble. Hij schreef ook een mis in zeer grote, zelfs wagneriaanse stijl ter herinnering aan Philipp Spitta. Verscheidene ongepubliceerde werken van Herzogenberg, die verondersteld werden te zijn vernietigd gedurende de Tweede Wereldoorlog, zijn in de jaren 1990 teruggevonden.

## Belangrijkste werken
Koorwerken
- Liederen voor gemengd koor, op. 10[1]
- Columbus, op. 11, Cantate (uitgegeven Leipzig, 1872).[2][3]
- Psalm 116, op. 34 (gedrukt door Hänssler Musik Verlag, 1990)[4]
- Nanna's Klage voor sopraan, alt, klein koor en orkest, op. 59 (Leipzig: Rieter-Biedermann, 1887)[1]
- Requiem, op. 72 (uitgegeven Leipzig, 1891)[3][1]
- Cantate Todtenfeier, op. 80 (1893) (libretto door Philipp Spitta's broer, Friedrich)
- Mis in e klein voor solisten, koor en orkest, op. 87[4] (uitgegeven door Carus-Verlag in Stuttgart, 2002)
- Oratorium Die Geburt Christi, op. 90 (1894)
- Die Passion, op. 93 (1896)
- Die Erntefeier, op. 104 (uitgegeven door Leipzig: Rieter-Biedermann, 1899)[4]

Vocale werken
- Vijf liederen voor hoge stem en piano, op. 29 (uitgegeven Leipzig en Winterthur, 1881)[3]
- Vijf liederen voor hoge stem en piano, op. 30 (uitgegeven Leipzig en Winterthur, 1881)[3]
- Geistliche Gesänge voor hoge stem, viool en orgel, op. 89[1]

Orkestrale werken
- Acht symfonieën
  - Odysseus, op. 16 (uitgegeven Leipzig, 1873)[3][4]
  - Symfonie nr. 1 in c klein, op. 50[2]
  - Symfonie nr. 2 in Bes groot, op. 70[2]
  - Symfonie in F, WoO 25[5]
- Vioolconcerto in A groot Joseph Joachim gewidmet, WoO 4[6]

Kamermuziek
- Pianokwintet in C groot, op. 17 (1875)[7] (Leipzig:Breitkopf & Härtel, 1876)[1][3]
- Strijkkwintet in c klein (2 violen, 2 altviolen, cello), op. 77 (Leipzig: Rieter-Biedermann, 1892- datum van compositie en publicatie)[1][3][4]
- Pianotrio's in c klein, op. 24 (1875-6, voor het eerst uitgegeven 1877 door Rieter-Biedermann) en in d klein, op. 36 (1882, voor het eerst uitgegeven 1884 door Rieter-Biedermann) (beide heruitgegeven door Carus-Verlag, 2001)
- Strijktrio's, op. 27 nr. 1 in A (1879) en nr. 2 in F[8] (from the cpo recordings)
- Vijf strijkkwartetten, op. 18 in d klein,[3] op. 42 nos. 1-3 (in g klein, d klein, en G groot), gewijd aan Johannes Brahms (uitgegeven Leipzig: Rieter-Biedermann, 1884),[2][4] op. 63 in f klein, opgedragen aan Joseph Joachim[9]
- Kwintet voor blaasinstrumenten en piano, op. 43 in Es groot[10]
- Trio voor piano, hobo en hoorn, op. 61
- 2 pianokwartetten, op. 75 en op. 95 (gewijd aan Brahms)
- Legends voor altviool en piano, op. 62[4]
- Sonates waaronder:
  - Vioolsonate op. 32 in A Joseph Joachim gewidmet[2][11][12] (Leipzig: Rieter-Biedermann, 1882)
  - Vioolsonate op. 54 in Es (uitgegeven in Leipzig, 1887)[3]
  - Vioolsonate op. 78 in d klein (Leipzig: Rieter-Biedermann, 1892)[1]
  - Cellosonate nr. 1 in a klein, op. 52 (omstreeks 1886)[13][2]
  - Cellosonate nr. 2 in D, op. 64 (1890)[4]
  - Cellosonate nr. 3 in Es groot, op. 94 (omstreeks 1895)[13] (Leipzig: J. Rieter-Biedermann, 1897)[2]

Pianomuziek
- Acht variaties, op. 3[4]
- Vier fantasiestukken, op. 4 (uitgegeven in Leipzig omstreeks 1866)[3]
- Fantastische Dansen, op. 9 (uitgegeven omstreeks 1870 in Wenen)[3]
- Thema en variaties, op. 13 voor 2 piano's (Wien: Gotthard, 1872)[1]
- Variaties op een Thema van Johannes Brahms voor vier handen, op. 23 (Gräfeling: W. Wollenweber, 1998)
- Allotria voor pianoduet, op. 33
- Vijf pianostukken, op. 37 (uitgegeven omstreeks 1879 in Leipzig)[3]
- Waltzes voor pianoduet, op. 53
- Variaties op het Minuetto van 'Don Juan' , op. 58
- Capriccio, op. 107

Orgelwerken
- Orgel-Phantasie "Nun komm der Heiden Heiland", op. 39[8]
- Orgel-Phantasie "Nun danket alle Gott", op. 46[14]
- Zes koraalpreludes, op. 67[1]